# ستيفان كريت
ستيفان كريت (بالإنجليزية: Stéphane Crête)‏ (و. 1967 – م) هو ممثل من كندا. ولد في كيبك.

## وصلات خارجية
- ستيفان كريت على موقع IMDb (الإنجليزية)
- ستيفان كريت على موقع ألو سيني (الفرنسية)
- ستيفان كريت على موقع ميوزك برينز (الإنجليزية)
- ستيفان كريت على موقع أول موفي (الإنجليزية)
- ستيفان كريت على موقع قاعدة بيانات الفيلم (الإنجليزية)
- ستيفان كريت على موقع كينوبويسك (الروسية)